# Abu Hurairah

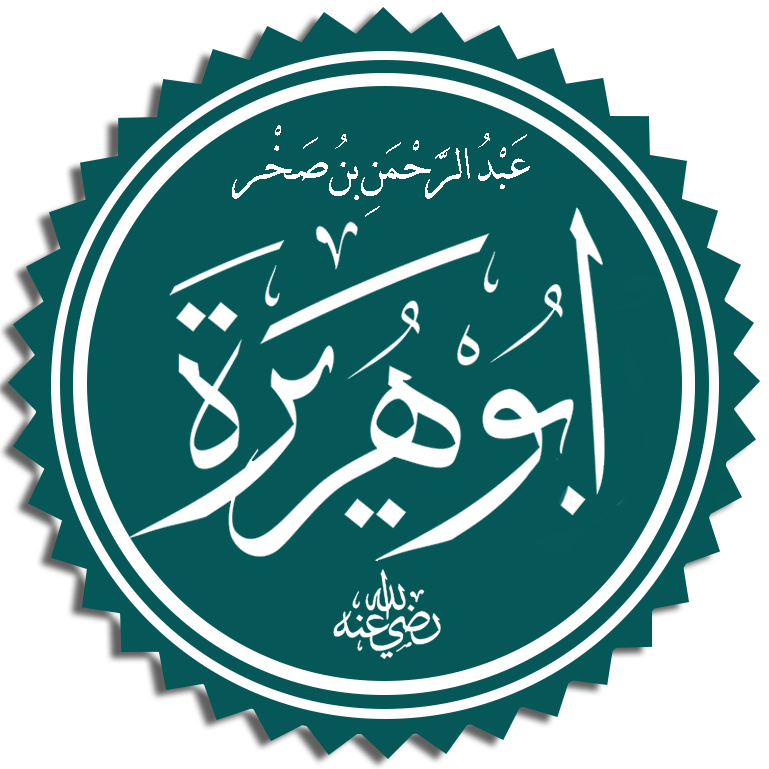
Caligrafía con el nombre de Abu Hurairah

Abu Hurairah (en árabe: أبو هريرة‎), también conocido como Abd al-Rahman ibn Sakhr Al-Azdi (en árabe: عبدالرحمن بن صخر الأزدي‎), Abu Horayrah o Hurairah; 603-681) fue un compañero del profeta Mahoma y el narrador de hadices más citado en las isnad de los musulmanes. Abu Hurairah pasó tres años en compañía del Profeta con quien participó en expediciones y viajes. Se estima que narró alrededor de 5.375 hadices. Se dice que Abu Hurairah tenía una memoria fotográfica.

## Primeros años
Abu Hurairah nació en Baha, Yemen, en la tribu Banu Daws de la región de Tihama en la costa del Mar Rojo. Su padre murió, dejándolo solo con su madre, sin otros familiares. Su nombre de nacimiento era Abd al-Shams (siervo del sol). Sin embargo, cuando era niño tuvo un gato y se lo conoció por ello como "Abu Hurairah" (que literalmente significa "Padre del gatito" o de forma más idiomática "Del gatito").
Según otras versiones, después de abrazar el Islam, Abu Hurairah cuidó de la primera mezquita y del profeta Mahoma. Él solía dar restos de comida a los gatos callejeros y poco a poco el número de gatos alrededor de la mezquita se incrementó. Le gustaba acariciarlos y jugar con ellos. De ahí que recibiera el nombre de Abu Hurairah-'Padre (cuidador) del gatito'.
En su juventud trabajó para Bushra bint Ghazwan, con la que terminó casándose.
En discursos y conferencias durante los sermones y seminarios de los viernes, en los libros de hadices, la sirah (biografía del profeta), fiqh (jurisprudencia islámica) e ibadah (ritual musulmán), se menciona a Abu Hurairah de la siguiente manera:
"En el nombre de Abu Hurairah, Alá esté satisfecho con él, quien dijo: El mensajero de Alá lo bendiga y le garantice paz, dijo…".
A través de esta frase, millones de musulmanes, desde los primeros tiempos del Islam hasta la actualidad, han llegado a conocer el nombre de Abu Hurairah.

## Conversión
Abu Hurairah abrazó el islam a través de Tufayl ibn Amr, el jefe de su tribu. Después de conocer a Mahoma y convertirse en musulmán en los primeros años de predicación, Tufayl volvió a su pueblo. Abu Hurairah fue uno de los primeros en responder a su llamada, a diferencia de la mayoría de los miembros de la tribu de Tufayl que tardaron más en convertirse.
Abu Hurairah acompañó a Tufayl a La Meca para conocer al Profeta, quien le cambió el nombre a Abd al- Rahman (siervo del Misericordioso, uno de los 99 nombres de Dios). Abu Hurairah luego regresó a su tribu y permaneció allí durante varios años.

## La Meca y Medina
En 629 (7 AH) fue a Medina junto con otros de su tribu. Ya que el profeta Mahoma estaba ausente debido a la batalla de Khaybar, él permaneció en la mezquita.
Hurairah tenía una esposa llamada Bushra, la prueba de esto está en Aa'mal Fadi'l. Su madre, Maymouna Bint Subaih, quien era politeísta, vivía con ellos. Él oró para que ella se convirtiese en musulmana, pero ella se negó. Fuentes suníes afirman:
"Un día, invitó de nuevo a su madre a creer en un solo Dios y en su profeta. Ella respondió con algunas malas palabras en contra del profeta. Abu Hurairah acudió a Mahoma con lágrimas en los ojos. “¿Por qué lloras, Abu Hurairah?”, preguntó el Profeta.
“Siempre invito a mi madre al Islam, y siempre se niega”, dijo Abu Hurairah. “Le pregunté otra vez hoy. Pero ella dijo algunas cosas sobre ti que me entristecieron. ¿Puedes orar a Alá para que ella se convierta al Islam?”
El Profeta oró por la madre de Abu Hurairah. Cuando Abu Hurairah fue a su casa, encontró la puerta cerrada. Oyó el chapoteo del agua. Trató de entrar, pero su madre le dijo: "Espera, no entres aún." Entonces ella se vistió y le dijo: "Ahora puedes entrar. No hay más dios que Alá y Mahoma es su profeta".

Abu Hurairah fue de nuevo con el Profeta llorando. Pero esta vez, sus lágrimas eran de alegría. "Tengo una buena noticia, Rasul'ala", dijo. "Dios ha respondido a tu oración y ha guiado a mi madre al Islam."
Abu Hurairah, junto con otros musulmanes, pasó hambre cuando los musulmanes eran pobres en Medina.
"Cada vez que sentía hambre iba con un compañero del Profeta y le preguntaba por una aleya del Corán y me quedaba con él aprendiéndola de manera que él me llevara a su casa y me invitara a comer. Un día, mi hambre llegó a ser tan extrema que puse una piedra sobre mi estómago. Entonces me senté en el camino de los compañeros. Abu Bakr pasó por allí y le pregunté por una aleya del Libro de Dios. Sólo le pregunté para que me invitara, pero no lo hizo.
Umar ibn al-Jattab también pasó a mi lado y le pregunté por una aleya, pero tampoco me invitó. Entonces el Mensajero de Alá pasó y se dio cuenta de que tenía hambre y me dijo: "¡Abu Hurairah!" "A sus órdenes", le respondí y le seguí hasta que entramos en su casa. Encontró un tazón de leche y preguntó a su familia: "¿De dónde habéis sacado esto?" "Alguien te lo envió", respondieron. Luego me dijo: "¡Oh Abu Hurairah, ve con los Ahl as-Suffah e invítalos!". Abu Hurairah hizo lo que le dijo y todos bebieron la leche.
Abu Hurairah pasó un año y diez meses con Mahoma en Medina, antes de la muerte del Profeta, el 8 de junio de 632 en Medina.
Abu Hurairah tenía una memoria excelente por lo que le fue posible convertirse en el narrador más prolífico de hadices.

“Narró Abu Huraira: Yo dije, ‘¡Profeta de Alá! Oigo muchas narraciones tuyas, pero me olvido de ellas.’ Me dijo: ‘Extiende tu hoja’. Extendí mi hoja y sus manos se movieron como si agarrasen algo y lo volcó en la hoja y me indicó, ‘Envuélvelo.’ lo envolví alrededor de mi cuerpo, y desde entonces nunca he olvidado un solo hadiz”.

Abu Huraira ayudó a difundir y enseñar el islam a través de la narración de esos dichos y hechos del Profeta a los primeros musulmanes.
 "Durante el camino a La Meca para la peregrinación, el viento soplaba tan fuerte que 'Umar preguntó: “¿Alguien puede narrarnos algo [del Profeta] sobre el viento?” Ninguno de los presentes pudo contestar. Cuando la noticia de esto llegó a Abu Huraira, cabalgó hasta 'Umar y le dijo: “¡Comandante de los Creyentes! Me dijeron que preguntaste por el viento, y yo mismo oí decir al Profeta: ‘El viento es un espíritu de Alá. Trae misericordia y trae tormento. Por lo tanto, cuando lo experimentes, no lo desprecies, pero pide a Alá por su bondad y busca refugio en Él a partir de su daño.’”

## Muerte y legado
Después de la muerte del Profeta Mahoma, Abu Hurairah pasó el resto de su vida enseñando hadices (vivencias y dichos del Profeta) en Medina, a excepción de un breve período que ejerció como gobernador de Baréin durante el reinado del califa Umar ibn al-Khattab. También fue gobernador de Medina durante el reinado de los primeros califas omeyas.
Abu Hurairah murió en 681 o 59 AH a la edad de 78 años y fue enterrado en el cementerio Al-Baqi'.
Abu Hurairah es la persona más citada en los hadices considerados por los suníes como auténticos. Junto a él vienen los nombres de otros compañeros como Abdullah ibn Umar, Anas ibn Malik, Jabir ibn Abdullah, Abu Said al- Judri y Aisha (la esposa más joven del Profeta), todos los cuales transmitieron las palabras de Mahoma.
Se le cita diciendo:
“Crecí huérfano. Emigré como una persona pobre. Yo solía servir a la hija de Gazevan, Bushra. Serví a los demás cuando se detenían en el camino. Conduje los camellos en el camino. Entonces Alá hizo posible que me casara con Bushra. Alabado sea Alá, que ha fortalecido su religión y me hizo un imán (líder).” 
Su hija se casó con Said ibn Al-Musayyib.

## Perspectiva suní
La mayoría de los eruditos Islam musulmanes consideran a Abu Hurairah como uno de los principales narradores confiables del Hadiz. Creen que fue bendecido con una memoria infalible, que le fue otorgada por milagro de Dios después de que Mahoma rezara por él. Ellos lo describen como un hombre que vivía una vida ascética y humilde, valorando el conocimiento y la adoración. Pero están en desacuerdo con la creencia chií de que albergaba mala intención contra los Ahl al-Bayt (familiares del profeta).

## Perspectiva chií
La tradición chií rechaza la autenticidad de los hadices narrados por Abu Hurairah; solamente los aceptan cuando hay hadices similares narrados por los Sahaba (compañeros) y por la familia de Mahoma considerados fiables por los chiíes. Lo consideran enemigo del Imán Ali, el Imán Hassan y el Imán Hussain por haber estado a favor de Mu'awiya según fuentes chiíes, y por lo tanto, le tienen poca estima.